# Lisa Edelstein
Lisa Edelstein (Boston, 21 mei 1966) is een Amerikaans actrice en toneelschrijver. Van 2004 tot 2011 speelde ze de rol van Dr. Lisa Cuddy in de ziekenhuisserie House.

## Biografie

### Jeugd
Edelstein is de dochter van Alvin, kinderarts in New Jersey, en Bonnie Edelstein. Als een van drie kinderen werd ze opgevoed in Wayne (New Jersey), en genoot ze onderwijs aan Wayne Valley High School waar ze afstudeerde in 1984. Hierna verhuisde ze op 18-jarige leeftijd naar New York om theaterles te volgen aan New York University's Tisch School of the Fine Arts. Toen ze in New York was werd ze in de clubscene bekend als "Lisa E". Ze werd de "Queen of Downtown" genoemd door schrijver James St. James die aan haar in het boek Disco Bloodbath uit 1999 refereerde.

### Carrière
Nadat Edelstein gedurende haar club kid-periode een "celebutante", een porte-manteau van de Engelse woorden celebrity en debutante, werd genoemd door Newsweek, gebruikte ze haar nieuwe bekendheid om in een musical over aids te spelen, ook had ze de musical geschreven en gecomponeerd. Na een korte presentatieklus van Awake on the Wild Side voor MTV in 1990 spendeerde ze de vroege jaren negentig met gastrollen in meerdere populaire komedies, waaronder Mad About You, The Larry Sanders Show en Seinfeld waarin ze de gefrustreerde vriendin van George Costanza speelde.
Grotere rollen in dramaseries volgden kort daarop, zo speelde ze een lesbische zuster in Relativity in 1996; Rob Lowe's callgirl in The West Wing in 1999; een transseksueel in Ally McBeal in 2000 en de vriendin van Ben in Felicity in 2001. In 2004 werd ze gecast als Dr. Lisa Cuddy, de decaan van Princeton-Plainsboro Teaching Hospital in de hitserie House waar ze tot aan seizoen 8 meedeed. Ze kreeg ook nog steeds gastrollen in televisieseries als ER, Frasier, Just Shoot Me!, Without a Trace en Judging Amy. Ze speelde de rol van Phoebe in de serie The Kominsky Method (2018).
De actrice heeft ook haar stem geleend aan meerdere animatieseries zoals King of the Hill, American Dad!, Superman: The Animated Series (als Mercy Graves, de lijfwacht van Lex Luthor, een rol die ze later weer opnam in Justice League en het videospel van Blade Runner uit 1997.
Ze heeft ook in films gespeeld als What Women Want met Mel Gibson, Keeping the Faith met Ben Stiller. As Good as It Gets met Jack Nicholson en in Daddy Day Care met Eddie Murphy.